# Ernst W. Kalinke
Ernst-Wilhelm Kalinke (häufig als Ernst W. Kalinke, * 23. September 1918 in Berlin; † 14. Januar 1992 in München) war ein deutscher Kameramann.

## Leben
Ernst W. Kalinke ließ sich zum Filmkopisten ausbilden und war ab 1934 Kameraassistent. Als Chefkameramann kam er erst nach dem Zweiten Weltkrieg zum Zuge. Kalinke drehte in den 1950er Jahren vor allem Heimatfilme und Filmkomödien.
In den sechziger Jahren wurde Kalinke erste Wahl bei den Aufnahmen zu den Karl-May-Filmen und Edgar-Wallace-Filmen. Den Auftakt der Karl-May-Filme Der Schatz im Silbersee bannte er ebenso auf Zelluloid wie die Winnetou-Trilogie. Der erste Edgar-Wallace-Film, Der Frosch mit der Maske, geht auf sein Konto wie auch die besonders erfolgreichen Produktionen Der unheimliche Mönch und Die blaue Hand.
In späteren Jahren stand Kalinke für sehr unterschiedliche Projekte hinter der Kamera, so für Ludwig-Ganghofer-Verfilmungen, aber ebenso für ambitionierte Arbeiten wie Anita Drögemöller und die Ruhe an der Ruhr und Der Bockerer. Auch mehrere Lederhosenfilme gingen auf sein Konto, und mit Die liebestollen Lederhosen aus diesem Genre zeichnete er unter Pseudonym für seine einzige Regiearbeit verantwortlich. In seinen letzten Lebensjahren beschränkte er sich auf zusätzliche Aufnahmen wie bei Schtonk! von Helmut Dietl. Die Grabstätte von Ernst W. Kalinke befindet sich in Baierbrunn bei München.

## Filmografie (Auswahl)
- 1948: Vor uns liegt das Leben
- 1949: Begegnung mit Werther
- 1950: Czardas der Herzen
- 1951: Die Dame in Schwarz
- 1951: Der letzte Schuß
- 1953: Heute nacht passiert’s
- 1953: Das Dorf unterm Himmel
- 1953: Die vertagte Hochzeitsnacht
- 1953: Tante Jutta aus Kalkutta
- 1953: Der unsterbliche Lump
- 1954: Viktoria und ihr Husar
- 1954: Gestatten, mein Name ist Cox
- 1954: Die Sonne von St. Moritz
- 1955: Wunschkonzert
- 1955: Die Herrin vom Sölderhof
- 1955: Solang’ es hübsche Mädchen gibt
- 1956: IA in Oberbayern
- 1956: Von der Liebe besiegt
- 1956: Die Fischerin vom Bodensee
- 1956: II-A in Berlin
- 1956: Der Bettelstudent
- 1957: Tante Wanda aus Uganda
- 1957: Die Prinzessin von St. Wolfgang
- 1957: Mit Rosen fängt die Liebe an
- 1957: Der Kaiser und das Wäschermädel
- 1957: 2 Herzen voller Seligkeit
- 1958: Die grünen Teufel von Monte Cassino
- 1958: U 47 – Kapitänleutnant Prien
- 1958: Ein Lied geht um die Welt
- 1958: Der schwarze Blitz
- 1959: Der Frosch mit der Maske
- 1959: Laß mich am Sonntag nicht allein
- 1960: Bomben auf Monte Carlo
- 1960: Kein Pardon nach Mitternacht (Den sidste vinter)
- 1960: Im Namen einer Mutter
- 1960: Wir wollen niemals auseinandergehn
- 1961: Adieu, Lebewohl, Goodbye
- 1961: Toller Hecht auf krummer Tour
- 1962: Die unsichtbaren Krallen des Dr. Mabuse
- 1962: Der Schatz im Silbersee
- 1963: Der Würger von Schloss Blackmoor
- 1963: Winnetou 1. Teil
- 1964: Zimmer 13
- 1964: Winnetou 2. Teil
- 1965: Der unheimliche Mönch
- 1965: Der letzte Mohikaner
- 1965: Winnetou 3. Teil
- 1966: Die Nibelungen, 1. Teil: Siegfried von Xanten
- 1967: Die Nibelungen, 2. Teil: Kriemhilds Rache
- 1967: Die blaue Hand
- 1967: Die Schlangengrube und das Pendel
- 1968: Winnetou und Shatterhand im Tal der Toten
- 1969: Sieben Tage Frist
- 1969: Herzblatt oder Wie sag ich’s meiner Tochter?
- 1969: Hexen bis aufs Blut gequält
- 1970: Das Freudenhaus
- 1970: Das gelbe Haus am Pinnasberg
- 1970: Liebling, sei nicht albern!
- 1970: Perrak
- 1971: Verliebte Ferien in Tirol
- 1972: Die liebestollen Apothekerstöchter
- 1973: Hexen – geschändet und zu Tode gequält
- 1973: Auch Ninotschka zieht ihr Höschen aus
- 1973: Der Ostfriesen-Report
- 1973: Schlüsselloch-Report
- 1973: … aber Jonny!
- 1973: Sex-Träume-Report
- 1973: Schloß Hubertus
- 1974: Magdalena – vom Teufel besessen
- 1974: Sabine
- 1974: Der Jäger von Fall
- 1974: Zwei himmlische Dickschädel
- 1975: Der Edelweißkönig
- 1975/78: Lady Dracula
- 1976: Anita Drögemöller und die Ruhe an der Ruhr
- 1976: Das Schweigen im Walde
- 1977: Waldrausch
- 1979: Götz von Berlichingen mit der eisernen Hand
- 1979: Zum Gasthof der spritzigen Mädchen
- 1979: Kesse Teens und irre Typen
- 1980: Der Kurpfuscher und seine fixen Töchter
- 1980: Drei Lederhosen in St. Tropez
- 1980: Der Bockerer
- 1981: Laß laufen, Kumpel
- 1981: Die liebestollen Lederhosen (Regie und Co-Drehbuch)
- 1981: Frankfurt Kaiserstraße
- 1982: Randale
- 1983: Die unglaublichen Abenteuer des Guru Jakob
- 1983: Laß das – ich haß’ das
- 1987: Liebe, Blaulicht und Sirenen